# CF Pachuca
Club de Fútbol Pachuca (eller bare Pachuca) er en mexicansk fodboldklub fra Pachuca i Hidalgo-staten. Klubben spiller i landets bedste liga, Liga MX, og har hjemmebane på stadionet Estadio Hidalgo. Klubben blev grundlagt den 28. november 1901, og har siden da vundet fem mesterskaber, fire udgaver af CONCACAF Champions League og én udgave af Copa Sudamericana.
Pachuca er den ældste klub i den mexicanske liga, men vandt alligevel først et mesterskab i 1999.

## Titler
- Liga MX (5): Invierno 1999, Invierno 2001, Apertura 2003, Clausura 2006, Clausura 2007

- CONCACAF Champions League (4): 2002, 2007, 2008, 2010

- Copa Sudamericana (1): 2006

## Kendte spillere
| - Juan Arango - Raúl Tamudo - Pablo Batalla - Jared Borgetti - Nelson Cuevas - Darío Cvitanich - Paulo da Silva - Héctor Herrera - Ildefons Lima - Hernán Medford - Aquivaldo Mosquera - Fernando Cavenaghi - Manuel Vidrio - Enner Valencia |